# Pampilhosa da Serra
Pampilhosa da Serra là một huyện thuộc tỉnh Coimbra, Bồ Đào Nha. Huyện này có diện tích 396 km², dân số thời điểm năm 2001 là 5220 người.